# جاك كروفورد
جاك كروفورد (1 ديسمبر 1886 - 2 مايو 1963 في المملكة المتحدة) (بالإنجليزية: Jack Crawford)‏ هو لاعب كريكت بريطاني (وحمل سابقاً جنسية المملكة المتحدة لبريطانيا العظمى وأيرلندا). شارك مع منتخب إنجلترا للكريكت. أما مع النوادي، فقد لعب مع نادي مقاطعة سري للكريكت ‏ وفريق جنوب أستراليا للكريكت ‏ وفريق أوتاغو للكريكت ‏.

## وصلات خارجية
- جاك كروفورد على موقع إي آس بي آن كريك إنفو (الإنجليزية)